# Pêche dirigée des dauphins

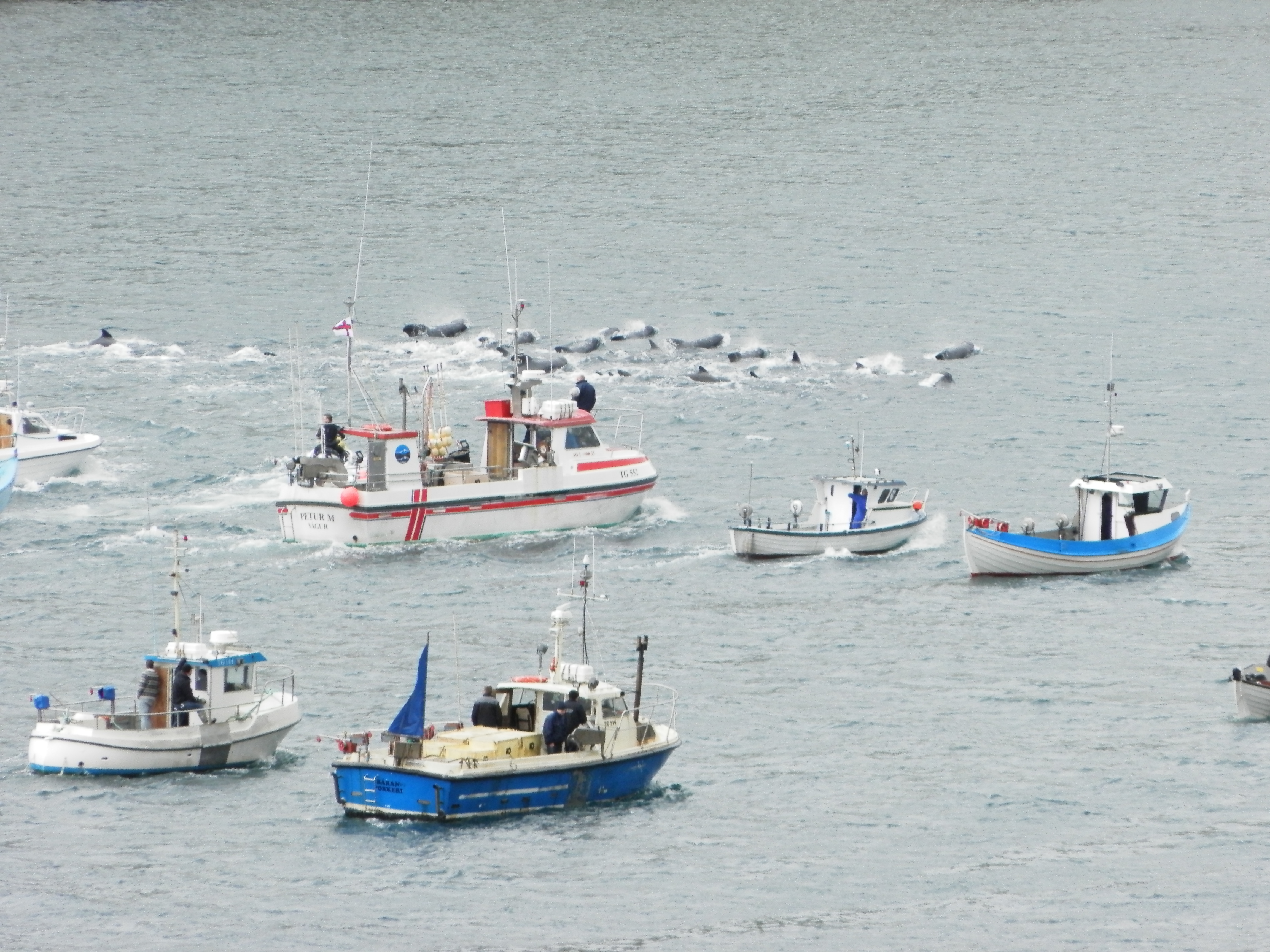
Chasse à la baleine aux Îles Féroé.

La pêche dirigée des dauphins est une méthode de pêche utilisée en eaux peu profondes pour chasser les dauphins et occasionnellement d'autres petits cétacés.
La méthode consiste à émettre depuis des bateaux d'importants bruits sous-marins afin de créer un mur de son qui effraie et désoriente les cétacés. Progressivement les bateaux se rapprochent de la terre et le mur de son rabat les cétacés vers une baie ou une plage. Des filets sont utilisés en plus des bateaux pour cloisonner les cétacés près des côtes où ils peuvent facilement être pêchés au harpon ou alors capturés vivant par des plongeurs. Le principal pays utilisant ce style de pêche est le Japon (essentiellement dans la baie de Taiji) mais les Salomon, les îles Féroé et le Pérou l'utilisent aussi.
A Taiji, les pêcheurs attrapent ainsi chaque saison des centaines de dauphins, dont une vingtaine est capturée vivante et revendue à des delphinariums et aquariums, gérés par l'association japonaise des zoos et des aquariums (en). Le 30 avril 2015, l'association mondiale des zoos et des aquariums suspend l'association japonaise pour avoir refusé sa recommandation d'imposer un moratoire de deux ans sur les dauphins en provenance de Taiji.